# 봉골라바쥐여우원숭이
봉골라바쥐여우원숭이(Microcebus bongolavensis)는 마다가스카르에 사는 쥐여우원숭이의 일종이다. 소피아 강과 마하잠바 강 사이의 봉골라바 숲과 암보디마하비보 숲을 포함한 제한된 지역 내의 서부 낙엽성 숲에서 산다. 비교적 큰 쥐여우원숭이로, 꼬리 길이 15 ~ 17 cm를 포함하여, 전체 몸 길이는 26 ~ 29 cm이다.